# 马丁娜·延奇
马丁娜·延奇（德語：Martina Jentsch，1968年3月22日—），德国前女子竞技体操运动员。她曾代表东德参加1988年夏季奥林匹克运动会体操比赛，获得女子团体全能铜牌。